# Liste des membres du groupe Bilderberg
La liste suivante comprend les noms des  participants les plus renommés aux réunions du groupe Bilderberg à partir de sa fondation en 1954, parmi lesquels les membres actuels et passés du comité directeur de l'organisation,.

## Membres du comité de direction en fonction

### Président
- Henri de Castries

### Membres
- Achleitner, Paul
- Agius, Marcus
- Altman, Roger C.
- Apunen, Matti
- Balsemão, Francisco Pinto
- Bigman, David
- Baverez, Nicolas
- Bernabè, Franco
- Brandtzæg, Svein Richard
- Cebrián, Juan Luis
- Clark, W. Edmund
- Enders, Thomas
- Federspiel, Ulrik
- Halberstadt, Victor
- Jacobs, Kenneth M.
- Johnson, James A.
- Kerr, John
- Kleinfeld, Klaus
- Koç, Mustafa V.
- Kravis, Marie-Josée
- Kudelski, André
- Leysen, Thomas
- Mathews, Jessica T.
- Monti, Mario
- Mundie, Craig J.
- Perle, Richard N.
- Reisman, Heather
- Scholten, Rudolf
- Thiel, Peter A.
- Tsoukalis, Loukas
- Trichet, Jean-Claude
- Wallenberg, Jacob
- Zoellick, Robert B.

## Anciens membres du comité de direction

### Anciens présidents
- Bernhard van Lippe-Biesterfeld
- Alec Douglas-Home
- Walter Scheel
- Eric Roll
- Peter Carington
- Étienne Davignon

### Anciens secrétaires généraux honoraires
- John S. Coleman
- Paul van Zeeland
- Joseph H. Retinger
- Joseph E. Johnson
- Arnold Th. Lamping (Deputy)
- Ernst H. van der Beugel
- William P. Bundy
- Paul B. Finney
- Theodore L. Eliot, Jr.
- Casimir A. Yost
- Victor Halberstadt
- J. Martin Taylor

### Anciens membres conseiller (Advisory Committee members)
- Giovanii Agnelli[3]
- George W. Ball[3]
- Ernst H. van der Beugel[3]
- William P. Bundy[3]
- Paul B. Finney[3]
- Anthony G.S. Griffin[4]
- Henry J. Heinz[3]
- Max Kohnstamm[3]
- Eric Roll[3]
- Victor H. Umbricht[3]
- Otto Wolff von Amerongen[5]

### Anciens membres du comité de direction
- Ackermann, Josef
- Agnelli, Giovanni
- Agnelli, Umberto
- Airey, Terence
- Allaire, Paul A.
- Andersen, Tage
- Androsch, Hannes
- Arliotis, Charles C.
- Ball, George W.
- Barnevik, Percy
- Baumgartner, Wilfrid S.
- Bennett, Sir Frederic M.
- Bennett, Jack. F
- Bertram, Christoph
- Beyazit, Selahattin
- Birgi, Nuri
- Black, Conrad M.
- Boveri, Walter E.
- Brady, Nicholas F.
- Carras, Costa
- Carvajal Urquijo, Jaime
- Cary, Frank T.
- Cavendish-Bentinck, Victor F.W.
- Christiansen, Hakon
- Cittadini Cesi, Gian G.
- Clarke, Kenneth
- Collado, Emilio
- Collomb, Bertrand
- Corzine, Jon S.
- Dam, Kenneth W.
- David, George M.
- Davignon, Etienne
- Dean, Arthur H.
- Deleuran, Aage
- Donilon, Thomas E.
- Duisenberg, Willem F.
- Duncan, James S.
- Eldrup, Anders
- Eliot, Theodore L., Jr.[3]
- Finley, Murray H.
- Frame, Alistair
- Franks, Oliver
- Frum, David
- Gaitskell, Hugh T.N.
- Gerstner, Louis V.
- Getchell, Charles
- Griffin, Anthony G.S.
- Gubbins, Colin
- Gustafsson, Sten
- Hallgrimsson, Geir
- Hauge, Gabriel
- Hauge, Jens
- Healey, Denis W.
- Heinz, Henry J.
- Herrhausen, Alfred
- Höegh, Leif
- Höegh, Westye
- Holbrooke, Richard C.
- Hubbard, Allan B.
- Igler, Hans
- Iloniemi, Jaakko
- Jankowitsch, Peter
- Janssen, Daniel E.
- Jordan, Jr., Vernon E.
- Karsten, C. Frits
- Kiraç, Suna
- Kissinger, Henry A.
- Knight, Andrew
- Kohnstamm, Max
- Kopper, Hilmar
- Korteweg, Pieter
- Kothbauer, Max
- Krauer, Alex
- Ladreit de Lacharrière, Marc
- Lambert, Léon J.G.
- Lévy-Lang, André
- Lord, Winston
- Lundvall, Björn
- Lütolf, Franz J.
- Macdonald, Donald S.
- MacLaurey, Bruce K.
- Mathias, Charles McC.
- Maudling, Reginald
- Meynen, Johannes
- Mitchell, George J.
- Montbrial, Thierry de
- Moyers, Bill D.
- Murphy, Robert D.
- Myklebust, Egil
- Nass, Matthias
- Nφrlund, Nils
- Ollila, Jorma
- Oort, Conrad J.
- Padoa-Schioppa, Tommaso
- Perkins, James A.
- Pesmazoglu, John S.
- Prodi, Romano
- Pury, David de
- Ridgway, Rozanne L.
- Rijkens, Paul
- Rockefeller, David
- Rockefeller, Sharon Percy
- Rodriguez Inciarte, Matias
- Roll of Ipsden, Lord
- Rothschild, Edmond de
- Ruggiero, Renato
- Sainsbury, John
- Saraceno, Pasquale
- Schrempp, Jürgen E.
- Schwab, Klaus
- Seidenfaden, Tøger
- Seillière, Ernest-Antoine
- Sheinkman, Jack
- Silvestri, Stefano
- Smith, John
- Snoy et d'Oppuers, Jean C.
- Sommer, Theo
- Stone, Shepard
- Summers, Lawrence H.
- Sutherland, Peter D.
- Taverne, Dick
- Taylor, Arthur R.
- Taylor, J. Martin
- Terkelsen, Terkel M.
- Tidemand, Otto Grieg
- Umbricht, Victor H.
- Valletta, Vittorio
- Vasella, Daniel L.
- Vranitzky, Franz
- Wallenberg, Marcus
- Werring, Niels
- Whitehead, John C.
- Whitman, Marina von Neumann
- Williams, Joseph H.
- Williams, Lynn R.
- Wischnewski, Hans-Jürgen
- Wolfensohn, James D.
- Wolff von Amerongen, Otto
- Wolfowitz, Paul
- Yost, Casimir A.
- Zannoni, Paolo

## Autres participants renommés

### Allemagne
- Helmut Schmidt
- Guido Westerwelle (2007)
- Angela Merkel (2005)
- Joschka Fischer (2008)

### Autriche
- Werner Faymann (2009, 2011, 2012)
- Heinz Fischer (2010)
- Alfred Gusenbauer (2007)

### Belgique
- Philippe de Belgique, duc de Brabant (2007–2009, 2012)
- Maurice Lippens (2000)
- Herman Van Rompuy (2011)
- Paul-Henri Spaak (1963)
- Jean-François van Boxmeer (2013)
- Willy Claes
- Charles Michel (2015)[6]
- Karel de Gucht (2015)[6]

### Canada
- Lester B. Pearson (1968)
- Jean Chrétien (1996)
- Paul Martin (1996)
- Stephen Harper (2003)
- Mark Carney

### Espagne
- Juan Carlos Ier (2004)
- Sophie de Grèce (2008–2011)
- Javier Solana (2010)
- José Luis Rodríguez Zapatero (2010)
- Federico Mayor Zaragoza (2010)
- Ana Botín (2019)

### États-Unis
- Bill Clinton (1991)
- Gerald Ford (1964, 1966)
- Timothy Geithner (2008, 2009)
- Colin Powell (1997)
- Condoleezza Rice (2008)
- Ben Bernanke  (2008,2009)
- Robert Rubin (2012)
- Paul Volcker (1982, 1983, 1986, 1987, 1988, 1992, 1997, 2009, 2010)
- Bill Gates (2010)
- Mike Pompeo (2019)
- Satya Nadella (2019)

### Finlande
- Matti Vanhanen (2009)

### France
- Georges Pompidou
- Gaston Defferre (1964)
- François Heisbourg (1988, 1989)
- Nicolas Beytout
- Pierre-André de Chalendar
- Dominique Strauss-Kahn (2000)
- Manuel Valls (2008)
- Erik Izraelewicz (2012)
- Christophe Béchu (2012)[7]
- Valérie Pécresse (2013)[8]
- Christine Lagarde (2010, 2013[8])
- François Fillon (2013)[8]
- Fleur Pellerin (2014)
- Emmanuel Macron (2014)
- François Baroin (2014)
- Alain Juppé (2015)
- Laurent Fabius (2016)
- Édouard Philippe (2016)
- François Lenglet (2017)
- Nicolas Baverez (2017)
- Benoît Puga (2017)
- Bruno Tertrais (2017)
- Patricia Barbizet (2018)
- Jean-Michel Blanquer (2018)
- Bernard Cazeneuve (2018)
- Bernard Émié (2018)
- Bruno Le Maire (2019)
- Gabriel Attal (2023)
- Samuel Langue (2024)

### Grèce
- George Alogoskoufis (2008, 2009)
- Dora Bakoyannis (2009)
- Giorgos Papakonstantinou (2010, 2011)

### Italie
- Enrico Letta (2012)
- Giulio Tremonti (2011)
- John Elkann (2008–2012)
- Matteo Renzi (2019)

### Norvège
- Haakon de Norvège (1984)
- Harald V de Norvège (2011)
- Jens Stoltenberg (2002)

### Pays-Bas
- Ruud Lubbers
- Wim Kok
- Beatrix (1997, 2000, 2006, 2008–2012, 2015)
- Willem-Alexander (2008)
- Jan Peter Balkenende (2008)
- Mark Rutte
- Alexander Pechtold (2015)

### Portugal
- José Sócrates (2004)
- Pedro Santana Lopes (2004)
- José Manuel Durão Barroso (1994, 2003, 2005, 2015, 2019)
- Jorge Sampaio

### Pologne
- Aleksander Kwaśniewski (2008)

### Royaume-Uni
- Charles de Galles (1986)
- Philip, duc d’Édimbourg  (1965, 1967)
- Tony Blair (1993)
- Gordon Brown (1991)
- Edward Heath
- Margaret Thatcher (1975)

### Suisse
- Peter Brabeck-Letmathe
- Doris Leuthard
- Pierre Maudet (2015)[9]
- Daniel Vasella
- Tidjane Thiam (2019)
- Ueli Maurer (2019)

### Suède
- Carl Bildt (2006)
- Fredrik Reinfeldt (2006)

### Turquie
- Ali Babacan (2008, 2009, 2012)

## Historique des participants aux réunions

### 2010
La réunion s'est tenue à Sitges, en Espagne, du 3 au 6 juin 2010. Une liste des participants à cette réunion est disponible sur le site officiel.

### 2011
La liste suivante comprend les personnalités participant à la réunion de 2011 du Groupe Bilderberg qui s'est tenue du 9 au 12 juin à Saint-Moritz en Suisse. Cette liste a été dévoilée par le site 20 Minuten Online en juin 2011.
Une autre liste est également disponible sur le site du Bilderberg.

### 2012
Une liste des participants à cette réunion, qui s'est tenue à Chantilly en Virginie aux États-Unis du 31 mai au 3 juin 2012, a été publiée sur le site officiel de l'organisation.
La liste officielle ne comprend pas Bill Gates et Mitt Romney qui, suivant certaines sources journalistiques, auraient participé à cette session.

### 2013
6-9 juin 2013 HERTFORDSHIRE, ANGLETERRE

### 2014
29 mai-1er juin 2014 COPENHAGUE, DANEMARK

### 2015
11-14 juin 2015 TELFS-BUCHEN, AUTRICHE

### 2016
9-12 juin 2016 DRESDE, ALLEMAGNE

### 2017
1-4 juin 2017 CHANTILLY, VA, USA

### 2018
7-10 juin 2018 TURIN, ITALIE

### 2019
Liste des participants à la réunion du jeudi 30 mai au dimanche 2 juin à Montreux, en Suisse publiée sur le site officiel de l'organisation.
RÉUNION DE BILDERBERG 2019
Montreux, 30 mai - 2 juin 2019
CONSEIL:
- Castries, Henri de (FRA), président, comité directeur ; Président, Institut Montaigne
- Kravis, Marie-Josée (USA), Président, American Friends of Bilderberg Inc .; Chercheur principal, Hudson Institute
- Halberstadt, Victor (NLD), président des réunions de la Fondation Bilderberg ; Professeur d'économie, Université de Leiden
- Achleitner, Paul M. (DEU), trésorier de la fondation Bilderberg Meetings ; Président du conseil de surveillance, Deutsche Bank AG